# 虞顺恩
虞顺恩，民国时期中国金融家、实业家、收藏家，民国年间中国紫砂文化复兴的关键人物之一。

## 生平
浙江慈溪（今属宁波市镇海区）人，是上海财阀虞洽卿长子，母亲宰凤仙，生于1892年。早年在上海教会学校求学，曾赴欧洲数国游学。任职于三北轮埠公司 。1917年11月，与人合资创办“宁兴轮船公司”，购置3400吨位“宁兴”轮，又购入“升有”、“敏顺”、“惠顺”等现代新式轮船。1924年，代理荷兰银行（荷兰语Nederlandsche Handel-Maatschappij,  N.v.，今荷兰银行ABN AMRO的前身之一）在华经理，荷方经理H. Giel。在上海倡建“中法工业区”。热衷慈善，1935年1月15日，曾获颁“急公好義”牌匾得嘉奖。

## 紫砂
虞氏是民国时期中国紫砂陶收藏大家，曾斥巨资支持中国的紫砂制作和艺术发展，是紫砂文化复兴的关键人物之一，而虞氏本人热衷“紫砂复古”。近现代紫砂艺术大师蒋蓉早年曾受雇于虞氏，留有深刻回忆。当时虞是海上著名“虞家花园”的主人。蒋蓉早年曾在虞家专为虞家花园制作紫砂花盆，深得虞氏称赞。蒋蓉对虞氏印象为“博古通今无所不晓”、“说到紫砂，虞老先生更是如数家珍，好多事情都是我闻所未闻的”。

## 逸闻
- 虞氏擅长魔术，对中国民间变戏法颇有研究，曾在老上海天蟾舞臺（今逸夫舞台）亲自登台演出[5]。
- 曾在上海大世界游乐场斥一千银元买走“神仙鱼”[6]。

## 遗物
2009年五月，北京保利集团拍卖曾出现阳文小篆“虞顺恩”老坑冰种翡翠印章。狮钮，高五厘米。应是虞氏的随身姓名印信，以三十多万元人民币成交
。